# ポンティアック・ヴァイブ
ヴァイブ（vibe、VIBE）は、アメリカ合衆国のNUMMIで製造し、ゼネラルモーターズのポンティアックブランドで販売されていた自動車である。
若年層をターゲットとして、トヨタとGMの合弁会社であるNUMMIで製造された。日本ではトヨタからヴォルツの名で販売されていた。

## 初代（2002年 - 2008年）
2002年1月、販売を開始。
2005年、マイナーチェンジを実施。

## 2代目（2009年 - 2010年）
2007年12月、ロサンゼルスオートショーでコンセプトモデルを発表。
2009年、販売を開始。
プラットフォームなどは先代から引き継ぎ、外観デザインも先代の意匠を踏襲しているが、より鋭角的なものとなった。
2009年6月に連邦倒産法第11章の適用申請をしたGMは、経営再建策の一つとしてNUMMIからの撤退、そしてポンティアックなど幾つかのブランドを廃止することを決め、2代目の販売から2年足らずでヴァイブの生産を停止した。